# Џеј Боумистер
Џеј Данијел Боумистер (енгл. Jay Daniel Bouwmeester; Едмонтон, 27. јул 1983) је бивши професионални канадски хокејаш на леду који игра на позицији одбрамбеног играча. Хокејом се професионално бави од 2002. године.

## Биографија
На улазном драфту НХЛ лиге одржаном у јулу 2002. у Торонту одабрала га је екипа Флорида пантерса као трећег пика у првој рунди. Већ у следећој сезони дебитовао је у професионалном хокеју у дресу Пантерса, а први професионални погодак постигао је на утакмици играној 11. новембра 2002. против чикашких Блекхокса. Већ у првој сезони са Пантерсима одиграо је све 82 утакмице, постигао 4 гола и 12 асистенција и поставио нови рекорд у историји франшизе по броју одиграних утакмица једног руки-играча. У редовима Пантерса провео је наредних 7 сезона, а изузетак је била сезона 2004/05. која због локаута није ни одиграна, а Боумистер је у том периоду играо за АХЛ лигаше Сан Антонио рампејџе и Чикаго волвсе. У периоду између 2009. и 2013. играо је за канадске Флејмсе из Калгарија, а од другог дела сезоне 2012/13. игра у дресу Сент Луис блуза. Тек у дресу Блуза успео је да по први пут избори пласман у доигравање за Стенлијев трофеј, а то му је пошло за руком тек након одигране укупно 762 утакмице у регуларном делу сезоне (ипак није оборио рекорд Финца Олија Јокинена који је у плејоф серији дебитовао тек након одиграних 799 утакмица у лигашкој фази). Занимљиво је да је у периоду између 2004. и 2014. Боумистер направио низ од укупно 737 одиграних узастопних утакмица, а тај низ је прекинуо 23. новембра 2014. када због повреде није био у стању да заигра против Џетса. Пре почетка сезоне 2013/14. потписао је петогодишњи уговор са екипом Блуза вредан 27 милиона америчких долара.
У дресу репрезентације Канаде дебитовао је на светском првенству за јуниоре 2000. године (освојена бронзана медаља), а највеће успехе остварио је на светским првенствима 2003. у Финској и 2004. у Чешкој када су освојене златне медаље, односно на првенству 2008. у Канади када је освојио сребрну медаљу. На светском првенству 2003. понео је индивидуално признање за најбољег одбрамбеног играча, а уврштен је и у идеалну поставу првенства. На олимпијским играма наступао је 2006. у Торину где су Канађани освојили тек 7. место, односно у Сочију 2014. где је освојена златна олимпијска медаља.
Боумистер је колабирао на клупи за резерве у првом периоду утакмице против Анахајм дакса 11. фебруара 2020. године. Касније се испоставило да је доживео срчани удар.